# Кузяєв Далер Адьямович
Далер Адьямович Кузяєв (рос. Дале́р Адья́мович Кузя́ев, тат. Дәлир Әдһәм улы Хуҗаев, нар. 15 січня 1993, Набережні Човни) — російський татарський футболіст, півзахисник клубу «Зеніт» та національної збірної Росії.

## Клубна кар'єра

### Юнацькі роки
Народився 15 січня 1993 року в місті Набережні Човни, у віці двох або трьох років разом з родиною переїхав у Оренбург, там починав займатися футболом. Його батько Адьям Кузяєв працював тренером у місцевому «Газовику». Пізніше Далер переїхав у Санкт-Петербург, де продовжив заняття футболом. Два роки грав у «Коломягах» під керівництвом тренера Максима Крамаренко, потім два роки — у школі «Зеніта» «Зміна» у тренера Андрія Горлова.
Після цього займався в петербурзькому «Локомотиві» під керівництвом Дмитра Полякова та Сергія Масловського, разом з командою посів четверте місце в дитячому чемпіонаті Росії. Після успішного виступу за цю команду Кузяєв потрапив до академії «Зеніта», де один рік грав під керівництвом Олександра Горшкова. На початку 2012 року Кузяєв покинув академію «Зеніту» і нової команди знайти не зміг, півроку підтримуючи ігрову форму, виступаючи в чемпіонаті Санкт-Петербурга за «БМУ-303».

### Початок кар'єри

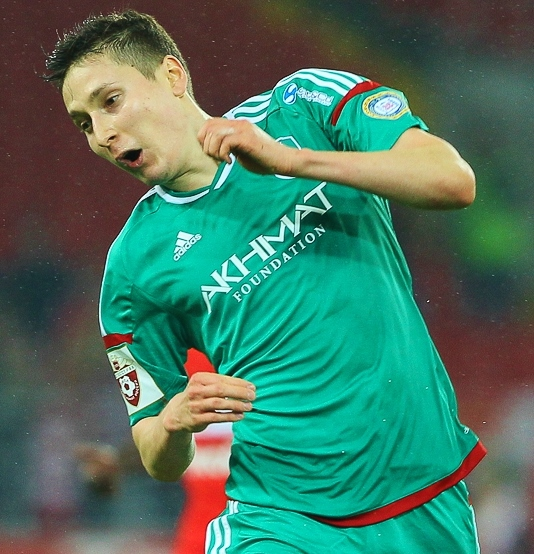
Далер Кузяєв під час виступів за «Терек». 2016 рік.

Влітку 2012 року опинився в петрозаводській «Карелії», яку тренував його батько. За цю команду відіграв один сезон в першості ПФЛ, третьому за рівнем дивізіоні Росії, а влітку 2013 року знову змушений був шукати собі новий клуб, оскільки «Карелія» була розформована. Побував на перегляді в казанському «Рубіні», відправився з командою на збори в Австрію і справив хороше враження на тренера Курбана Бердиєва, але той порекомендував молодому гравцеві пограти рік за нижньокамський «Нафтохімік», щоб отримати більше ігрової практики. За «Нафтохімік» Кузяєв відіграв один неповний сезон у першості ФНЛ, в якому провів 15 матчів.
Взимку 2014 року Кузяєв підписав контракт з клубом російської Прем'єр-ліги «Тереком». Дебютував за нього в останньому турі сезону 2013/14 у матчі проти казанського «Рубіна», вийшовши на заміну на 80-й хвилині замість Факундо Піріса. Відіграв за грозненську команду наступні три сезони своєї ігрової кар'єри. Граючи у складі «Терека» також здебільшого виходив на поле в основному складі команди.

### «Зеніт»
Влітку 2017 року повернувся в «Зеніт», підписавши контракт на три роки. У першому ж матчі нового чемпіонату Росії проти клубу «СКА-Хабаровськ» 17 липня дебютував в офіційних матчах за новий клуб, а через 7 хвилин забив гол, який став першим у його дорослій кар'єрі. Станом на 14 листопада 2017 року відіграв за санкт-петербурзьку команду 14 матчів в національному чемпіонаті.

## Виступи за збірну

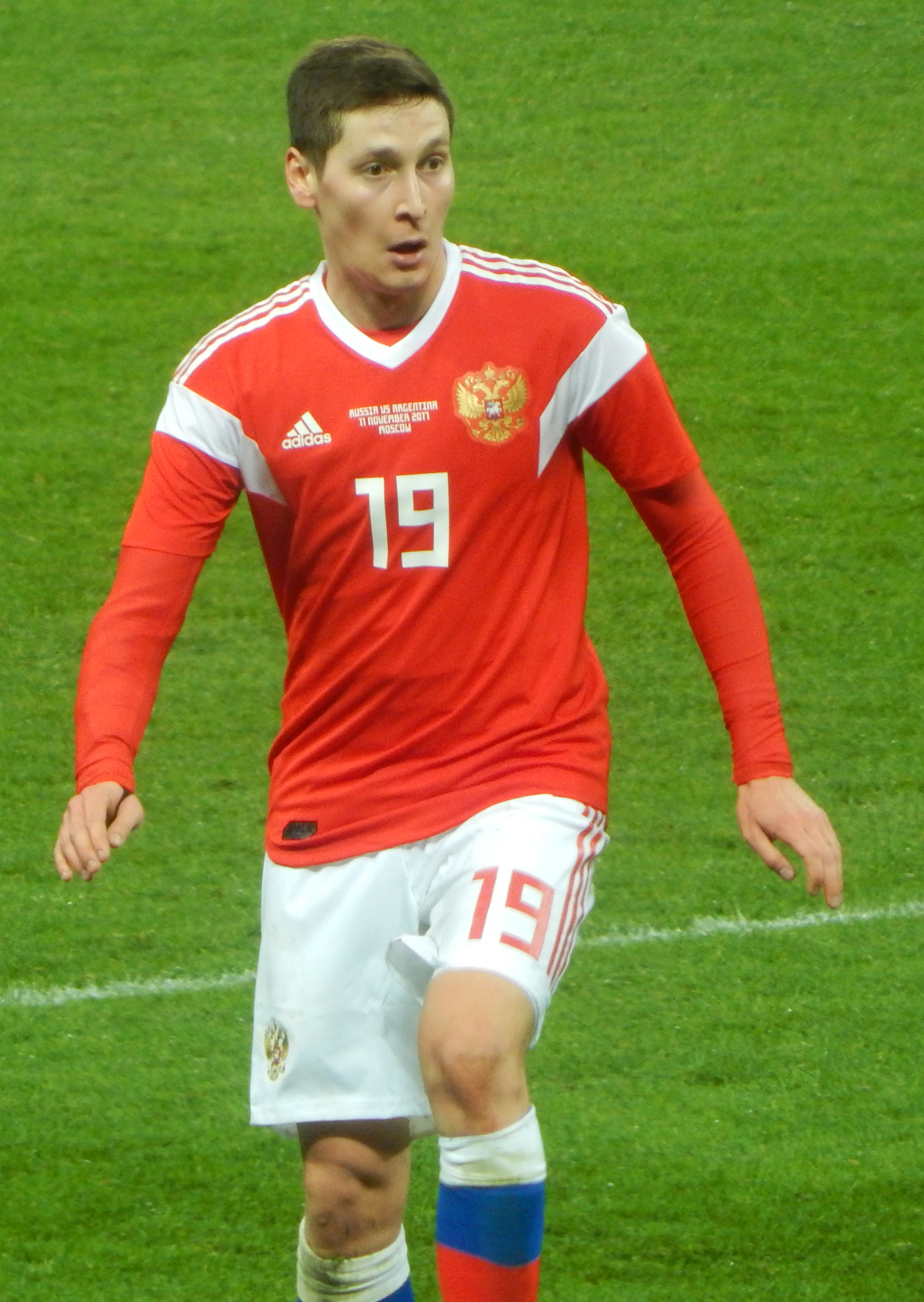
Кузяєв у складі збірної Росії в матчі зі збірною Аргентини (2017 р.)

Кузяєв міг виступати за збірну Таджикистану, оскільки там народилися його батьки. Влітку 2017 році йому надійшла пропозиція виступати від збірної Таджикистану, від якої він відмовився, оскільки народився і виріс в Росії і за жодну іншу збірну окрім російської грати не хотів. У серпні 2017 року Кузяєв вперше був викликаний на збір національної збірної Росії тренером Станіславом Черчесовим. 3 вересня він взяв участь у контрольному матчі з московським «Динамо» (3:0).
7 жовтня 2017 року Далер дебютував за збірну в офіційному матчі — товариській зустрічі зі збірною Південної Кореї, яка завершилася перемогою росіян з рахунком 4:2.
На початку червня 2018 року був включений до заявки збірної Росії на домашній для неї тогорічний чемпіонат світу.

## Особисте життя
Кузяєв — футболіст в третьому поколінні, його батько Адьям Кузяєв був футболістом, а потім футбольним тренером, а дід Кабір Кузяєв виступав у Таджикистані за «Памір» (Душанбе) у 1960-ті роки. Старший брат Руслан також був футболістом, але через велику кількість травм змушений був рано завершити кар'єру і зайнявся бізнесом.
2017 року Далер закінчив магістратуру Санкт-Петербурзького державного економічного університету за спеціальністю «управління державними та приватними підприємствами». У тому ж році поступив в аспірантуру за напрямом «економіка».
За національністю — татарин.

## Досягнення
- Чемпіон Росії (5):

«Зеніт»: 2018–19, 2019–20, 2020–21, 2021–22, 2022–23
- Володар Кубка Росії (1):

«Зеніт»: 2019–20
- Володар Суперкубка Росії (2):

«Зеніт»: 2021, 2022